# Casselman (Pensilvania)
Casselman es un borough ubicado en el condado de Somerset en el estado estadounidense de Pensilvania. En el año 2000 tenía una población de 99 habitantes y una densidad poblacional de 198.2 personas por km².

## Geografía
Casselman se encuentra ubicado en las coordenadas 39°53′09″N 79°12′33″O / 39.88583, -79.20917.

## Demografía
Según la Oficina del Censo en 2000 los ingresos medios por hogar en la localidad eran de $30,000 y los ingresos medios por familia eran $38,750. Los hombres tenían unos ingresos medios de $26,563 frente a los $41,250 para las mujeres. La renta per cápita para la localidad era de $13,543. Alrededor del 15.2% de la población estaba por debajo del umbral de pobreza.